# Ono Cholhwan
Ono Cholhwan (大野 哲煥 Ono Cholhwan?, Shimane, 25 de octubre de 1993) es un futbolista japonés que se desempeña como guardameta.

## Trayectoria

### Clubes
| Club             | País  | Año    |
| ---------------- | ----- | ------ |
| JEF United Chiba | Japón | 2016 - |

## Estadística de carrera

### J. League
| Club             | Año   | J. League | J. League | Copa J. League | Copa J. League | Total | Total |
| Club             | Año   | Part.     | Goles     | Part.          | Goles          | Part. | Goles |
| ---------------- | ----- | --------- | --------- | -------------- | -------------- | ----- | ----- |
| JEF United Chiba | 2016  | 0         | 0         | -              | -              | 0     | 0     |
| JEF United Chiba | 2017  | 0         | 0         | -              | -              | 0     | 0     |
| JEF United Chiba | 2018  | 9         | 0         | -              | -              | 9     | 0     |
| Total            | Total | 9         | 0         | 0              | 0              | 9     | 0     |